# Chalchihuites
Chalchihuites ist ein Ort mit knapp 4.000 Einwohnern und Hauptort einer Gemeinde (municipio) mit gut 10.000 Einwohnern im äußersten Westen des mexikanischen Bundesstaats Zacatecas. Das historische Zentrum des Ortes wurde im Jahr 2010 als Teil des Camino Real de Tierra Adentro von der UNESCO als Weltkulturerbe anerkannt.

## Lage und Klima
Der Ort Chalchihuites liegt etwa 220 km (Fahrtstrecke) nordwestlich der Provinzhauptstadt Zacatecas nahe der Grenze zum Bundesstaat Durango in einer mittleren Höhe von ca. 2265 m. Das Klima ist überwiegend warm; Regen (ca. 580 mm/Jahr) fällt überwiegend im Sommerhalbjahr.

## Bevölkerungsentwicklung
| Jahr      | 2000  | 2010  | 2020  |
| Einwohner | 4.017 | 3.847 | 3.816 |

Die Bevölkerungszahl des Ortes und der Gemeinde ist seit den letzten Jahrzehnten des 20. Jahrhunderts leicht gesunken.

## Wirtschaft
Seit Jahrhunderten werden in den Minen der Umgebung Silber-, Kupfer-, Blei- und Zinkerze abgebaut. Doch auch die Viehzucht (Rinder, Schafe, Ziegen, Schweine) spielt eine wichtige Rolle im Leben der Gemeinde; daneben sind auch der Anbau von Getreide (Mais, Weizen, Gerste) und der Obst- und Gemüseanbau (Bohnen, Chilis, Tomaten, Kaktusfeigen, Pfirsiche, Birnen, Feigen, Walnüsse) von Bedeutung. In der Stadt selbst haben sich Kleinhändler, Handwerker und Dienstleister aller Art angesiedelt.

## Geschichte
Der Name des Ortes ist abgeleitet von den einst hier lebenden Chalchihuiten-Indianern, doch zur Zeit der Eroberung (conquista) durch die Spanier waren die Gebiete im Norden Neuspaniens nur dünn besiedelt; feste Häuser, steinerne Tempel oder gar städtische Strukturen gab es nicht bzw. nicht mehr, denn die Kultstätte von Altavista war bereits ca. 300 Jahre vor der Ankunft der Spanier aufgegeben worden. Der Ort Chalchihuites wurde im Jahr 1556 vom Hauptmann Martín Perez gegründet; eine weitergehende Entwicklung erfuhr die Siedlung Real de las Mines del Valle de San Pedro de los Chalchihuites im Jahr 1591 durch die auf Betreiben des damaligen Vizekönigs Luis de Velasco y Castilla zur Sicherung der „Silberstraße“ (Camino Real de Tierra Adentro) zwischen Mexiko-Stadt und den Minen des Nordens entsandten Neusiedler.

## Sehenswürdigkeiten
- Die präkolumbianische Ruinenstätte Altavista befindet sich nur ca. 500 m südlich des heutigen Ortes.
- Die doppeltürmige, aber nur einschiffige Kirche San Pedro Apóstol ist ein Bau des 17./18. Jahrhunderts. Sie verfügt über ein Querhaus und eine auf einem Tambour ruhende Vierungskuppel mit Fensterkranz. Der klassizistische Hauptaltar ist wie ein doppelgeschossiger Tabernakel gestaltet.